# Okręg wyborczy nr 67 do Sejmu Polskiej Rzeczypospolitej Ludowej (1989–1991)
Okręg wyborczy nr 67 do Sejmu Polskiej Rzeczypospolitej Ludowej (1989–1991) obejmował Olsztyn oraz gminy Barczewo, Dąbrówno, Dobre Miasto, Dywity, Gietrzwałd, Grunwald, Iława, Iława (gmina wiejska), Janowiec Kościelny, Janowo, Jonkowo, Kiwity, Kozłowo, Lidzbark Warmiński, Lidzbark Warmiński (gmina wiejska), Lubawa, Lubomino, Łukta, Małdyty, Miłakowo, Miłomłyn, Morąg, Nidzica, Olsztynek, Ostróda, Ostróda (gmina wiejska), Purda, Stawiguda i Świątki (województwo olsztyńskie). W ówczesnym kształcie został utworzony w 1989. Wybieranych było w nim 5 posłów w systemie większościowym.
Siedzibą okręgowej komisji wyborczej był Olsztyn.

## Wybory parlamentarne 1989

### Mandat nr 255 –Polska Zjednoczona Partia Robotnicza
| Kandydat | I tura | I tura | II tura | II tura |
| Kandydat | Głosów | %      | Głosów  | %       |
| --- | ------ | ------ | ------- | ------- |
| Jerzy Dowgwiłłowicz                                                                                            | 33 359 | 20,42  | 41 070  | 52,63   |
| Andrzej Bałtroczyk                                                                                             | 25 329 | 15,51  | 25 397  | 32,55   |
| Ludwik Wieczorek                                                                                               | 20 798 | 12,73  | —       | —       |
| Bożenna Gawska-Czachorowska                                                                                    | 19 472 | 11,92  | —       | —       |
| Liczba głosów ważnych: 163 342 (I tura) • 78 031 (II tura) Źródło: Państwowa Komisja Wyborcza I tura i II tura |        |        |         |         |

### Mandat nr 256 –Zjednoczone Stronnictwo Ludowe
| Kandydat | I tura | I tura | II tura | II tura |
| Kandydat | Głosów | %      | Głosów  | %       |
| --- | ------ | ------ | ------- | ------- |
| Wojciech Gryczewski                                                                                            | 50 873 | 29,27  | 35 994  | 46,20   |
| Feliks Jarocki                                                                                                 | 47 850 | 27,53  | 29 174  | 37,44   |
| Liczba głosów ważnych: 173 782 (I tura) • 77 914 (II tura) Źródło: Państwowa Komisja Wyborcza I tura i II tura |        |        |         |         |

### Mandat nr 257 –Stronnictwo Demokratyczne
| Kandydat | I tura | I tura | II tura | II tura |
| Kandydat | Głosów | %      | Głosów  | %       |
| --- | ------ | ------ | ------- | ------- |
| Teresa Dobielińska-Eliszewska                                                                                  | 41 918 | 25,68  | 43 834  | 56,55   |
| Zbigniew Zysk                                                                                                  | 22 740 | 13,93  | 22 511  | 29,04   |
| Jerzy Dumalski                                                                                                 | 20 678 | 12,67  | —       | —       |
| Michał Szypowski                                                                                               | 11 483 | 7,04   | —       | —       |
| Liczba głosów ważnych: 163 210 (I tura) • 77 518 (II tura) Źródło: Państwowa Komisja Wyborcza I tura i II tura |        |        |         |         |

### Mandat nr 258 – bezpartyjny
| Kandydat                                                          | Głosów  | %     |
| ----------------------------------------------------------------- | ------- | ----- |
| Grażyna Langowska                                                 | 105 171 | 62,84 |
| Józef Blank                                                       | 27 448  | 16,40 |
| Maria Platte                                                      | 14 716  | 8,79  |
| Halina Radziszewska                                               | 13 050  | 7,80  |
| Liczba głosów ważnych: 167 374 Źródło: Państwowa Komisja Wyborcza |         |       |

### Mandat nr 259 – bezpartyjny
| Kandydat                                                          | Głosów | %     |
| ----------------------------------------------------------------- | ------ | ----- |
| Zenon Złakowski                                                   | 91 487 | 56,04 |
| Joanna Salata                                                     | 29 222 | 17,90 |
| Paweł Szawłowski                                                  | 10 412 | 6,38  |
| Edward Zakrzewski                                                 | 10 278 | 6,30  |
| Alicja Teodorczyk                                                 | 8369   | 5,13  |
| Liczba głosów ważnych: 163 244 Źródło: Państwowa Komisja Wyborcza |        |       |